# Micoureus constantiae
Micoureus constantiae e вид опосум от семейство Didelphidae. Видът е дървесно и нощно животно обитаващо гори на Източна Боливия, бразилския щат Мато Гросо и Северозападна Аржентина. Храни се с плодове, насекоми и малки гръбначни животни като гризачи, гущери и птичи яйца.